# Gemeentearchief Gemert-Bakel
Het gemeentearchief Gemert-Bakel is een archief in de Nederlandse gemeente Gemert-Bakel.

## Ontwikkeling
De archiefdienst, gevestigd in de voormalige Latijnse school aan de Ruijsschenberghstraat te Gemert, beheerde vóór 1997 al de archieven van de voormalige gemeente Gemert. Alhoewel na de fusie met de gemeente Bakel en Milheeze de archieven van die plaats vooralsnog beheerd werden door het Streekarchivariaat Peelland, konden zij bij de opheffing van het streekarchivariaat per 1 januari 2003 toch overgebracht worden naar Gemert. Omdat de bewaarplaats echter niet aan de eisen voldeed, werden zij tot 25 maart 2008 bewaard bij het Brabants Historisch Informatie Centrum te 's-Hertogenbosch. Nadien werden zij alsnog naar Gemert overgebracht.
Het Gemeentearchief Gemert-Bakel is een van de weinige overgebleven zelfstandige gemeentearchieven in het oosten van Noord-Brabant. De omliggende gemeenten hebben hun archieven ondergebracht in het Regionaal Historisch Centrum Eindhoven of het Brabants Historisch Informatie Centrum te 's-Hertogenbosch.

## Archivarissen
In de jaren zeventig stelde de gemeenteraad van Gemert vast dat er een gemeentelijk archivaris moest komen. Dat werd de Bosschenaar L.C.J.M. Rouppe van der Voort, die van 1 juli 1977 tot 1 januari 1997 het gemeentearchief zou leiden. Toen Rouppe van der Voort vertrok werden zijn taken overgenomen door een extern bedrijf. Op 1 mei 2005 werd Anette C.J. de Lange als nieuwe gemeentearchivaris benoemd.